# Amelia Peláez
Amelia Peláez (ur. 5 stycznia 1897 w Yaguajay, zm. 8 kwietnia 1968 w Hawanie) – kubańska malarka pokolenia awangardy.

## Biografia
Była absolwentką szkół artystycznych w Hawanie, Nowym Jorku i Paryżu (Académie de la Grande Chaumière). Znała się osobiście ze współczesnymi jej artystami, jak: P. Picasso, G. Braque i A. Exter. Po powrocie na Kubę w 1934 roku tworzyła obrazy realistyczne. Po 1950 tworzyła awangardowe prace ceramiczne, malowidła ścienne. Była też ilustratorką książek.

## Galeria

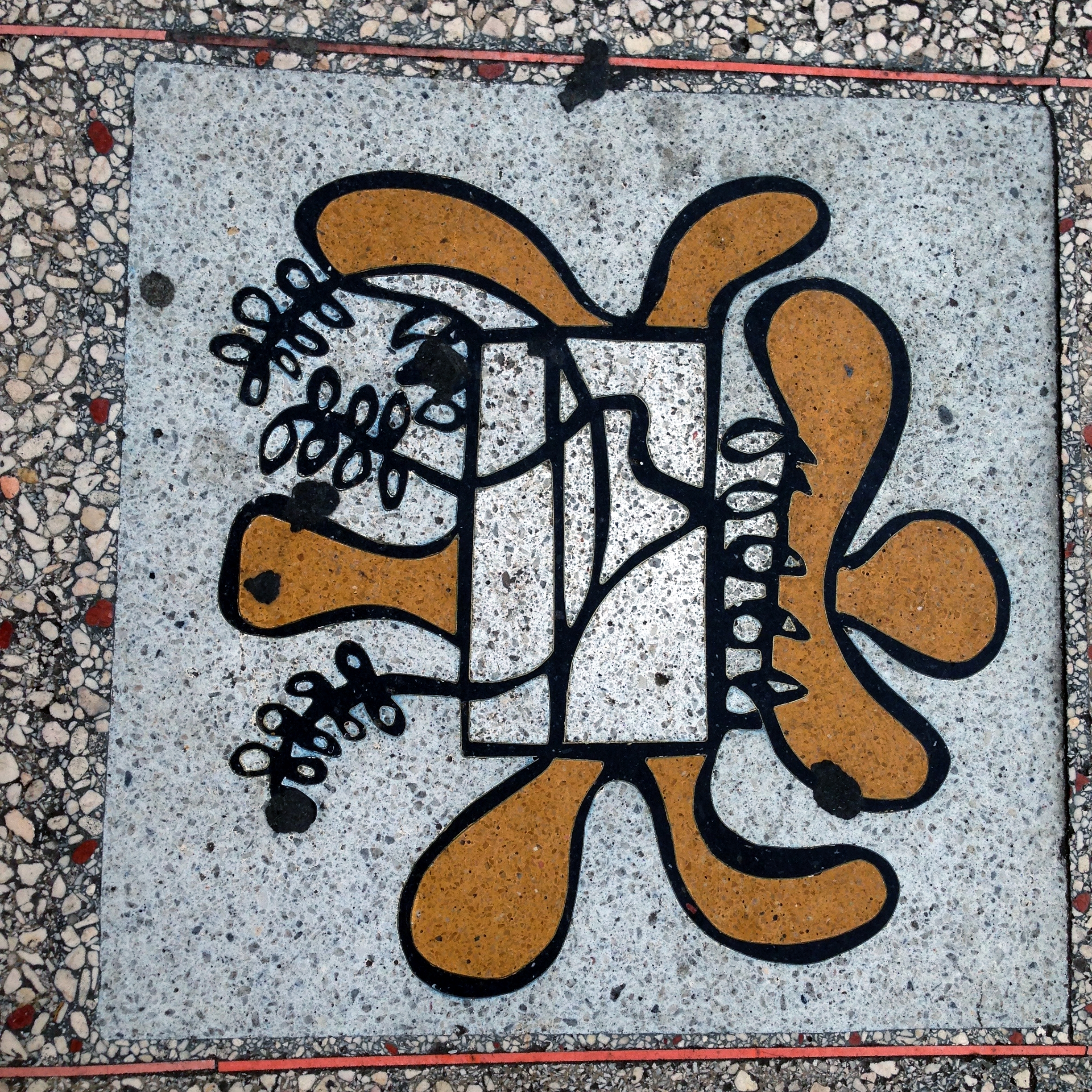
Salón de Mayo, Hawana, 1967
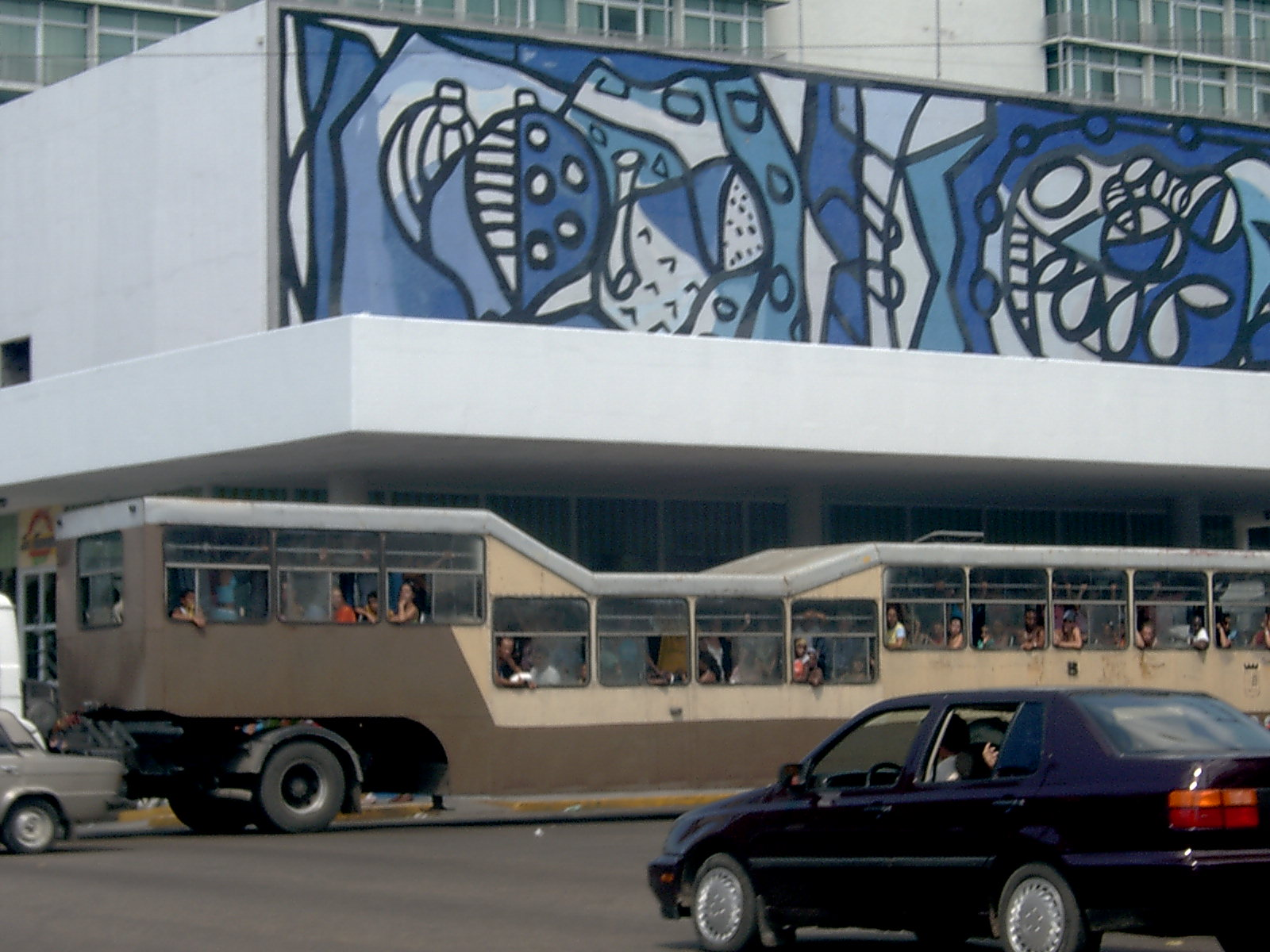
El camello, Hawana